# Pierre Matras
Le général de brigade aérienne Pierre Émile Matras, né le 29 août 1914 à Valence (Drôme) et mort le 22 mars 1998 à Toulouse (Haute-Garonne), était un aviateur français.

## Biographie
Pierre Matras nait à Valence le 29 août 1914. Il prépare le concours de recrutement direct de l'École de l'air au lycée Saint-Louis à Paris. Il s'engage dans l'Armée de l'air le 14 novembre 1935. Sa promotion baptisée « Guynemer » est installée à la Petite Écurie, il y étudie pendant deux ans devenant pilote confirmé. En juillet 1938, il est affecté au groupe de chasse II/1. Le 28 août 1939, alors sous-lieutenant à la 4e escadrille, il fait mouvement sur le terrain de Buc afin d'assurer la couverture de la région parisienne en prévision du déclenchement des hostilités.
Le 14 mai 1940, à bord de son Bloch MB.152, il abat un Messerschmitt Bf 110 mais est lui-même gravement blessé au bras gauche en suivant. La bataille de France s'achève alors qu'il est à l'hôpital. À sa sortie, il reste en service dans l'armée de l'Air de Vichy et rejoint le GC II/1  au Luc prenant le commandement de la 4e escadrille et est en parallèle instructeur à l'École de l'air jusqu'en septembre 1942. Après le débarquement allié en Afrique du Nord, les Allemands envahissent la zone libre et exigent la dissolution de toutes les unités volantes et donc du GC II/1. Pierre Matras souhaite alors rejoindre l'Afrique du Nord, mais de graves problèmes de santé l'empêchent de partir avant septembre 1943. Passant alors par l'Espagne, où il est retenu prisonnier trois mois, il rejoint Casablanca au Maroc.
Il est alors affecté à l'école de chasse de Meknès. Le 22 mars 1944, il se porte volontaire pour le « Normandie-Niémen » opérant en URSS, et rejoint Toula le 8 mai 1944. Après la mort de Marcel Lefèvre début juin 1944, il se voit confier le commandement de la 3e escadrille. Entre le 9 et le 24 octobre 1944, il abat cinq appareils allemands puis trois de plus entre le 18 janvier et le 9 février 1945. Le 20 juin 1945, il rentre en France où il dirige le « Normandie-Niémen » jusqu'en 1946.
En décembre 1946, il entame une carrière d'état-major. Après son passage au commandement supérieur des écoles de l'Air, il entre en février 1947 au cabinet militaire du ministre de l'Air. Neuf mois plus tard, il entre au deuxième bureau de l'état-major de l'Armée de l'air. Le 15 janvier 1948, il prend le commandement de la 2e escadre de chasse à Dijon. Puis de 1950 à 1953 il est affecté à l'état-major de la 1re division aérienne à Lahr. De 1953 à 1955, il commande la défense aérienne du territoire à Versailles. Il est promu colonel en juillet 1955 et commande ensuite la base aérienne de Cambrai jusqu'en février 1958. Il est alors détaché au commandement supérieur des Forces alliées en Europe. En 1960, il est affecté en tant qu'officier supérieur adjoint au commandement de la première région aérienne à Dijon.
De mai 1961 à juillet 1962, il prend part à la guerre d'Algérie en tant qu'adjoint Air au général commandant interarmées au Sahara. Il est promu général de brigade le 1er avril 1962. Il prend alors le commandement Air de la zone outre-mer de Brazzaville. Il rentre en métropole en 1965, et est nommé adjoint au général commandant le 1er commandement aérien tactique. Il termine sa carrière comme chef de la mission militaire française auprès de la 4e force aérienne tactique alliée à Ramstein.
Placé en congé définitif du personnel navigant en août 1967, le général Pierre Matras quitte le service actif en septembre 1969 après 34 ans de service et 9 victoires aériennes.
Il décède à Toulouse le 22 mars 1998 et est enterré dans le cimetière de la route de Romans à Valence.

## Distinctions
- Grand officier de la Légion d'honneur[4],[2],[5]
- Grand-croix de l'ordre national du Mérite[6]
- Croix de la Valeur militaire[2]
- Croix de guerre 1939–1945[2] avec palmes[4]
- Médaille des évadés[2]
- Médaille de l'Aéronautique[2]
- Ordre du Drapeau rouge (URSS)[2]
- Ordre d'Alexandre Nevski (URSS)[2]
- Médaille pour la victoire sur l'Allemagne dans la Grande Guerre patriotique de 1941-1945 (URSS)[2]